# استوارتون
استوارتون (به انگلیسی: Stewarton) یک شهرک در اسکاتلند است که در ایرشر شرقی واقع شده‌است. استوارتون ۶٬۵۸۴ نفر جمعیت دارد.